# Supercopa Uruguaya 2022
La Supercopa Uruguaya 2022 è stata la 5ª edizione della Supercopa Uruguaya.
Si è tenuta in gara unica allo stadio Domingo Burgueño di Maldonado il 30 gennaio 2022 e ha visto contrapposti i campioni uruguaiani del Peñarol contro i vincitori del Torneo Apertura del Plaza Colonia. È stato il primo torneo a non vedere la partecipazione del Nacional.
La finale è stata vinta dal Peñarol per 1-0 ai tempi supplementari.

## Tabellino
| Arbitro: | Andrés Matonte |

|                     |           |  |
| Ayala 120+4’ (aut.) | Marcatori |  |